# Проблема зла

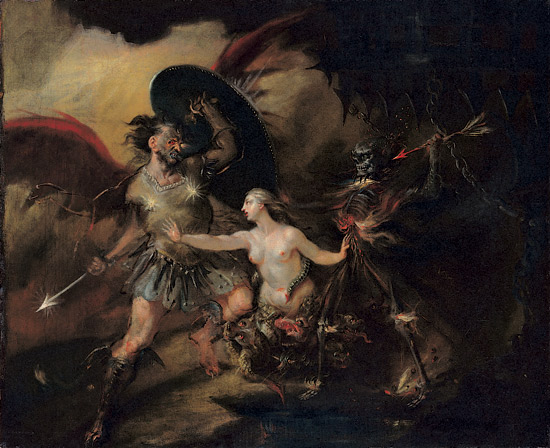
«Сатана, Гріх і Смерть», існування котрих Бог «не повинен був» допустити, — картина Вільяма Хогарта, XVIII ст.

Проблема зла — філософсько-релігійне питання щодо того, як можуть співіснувати зло і Бог. Переважно проблему зла розглядають у християнстві, проте вона також зустрічається в античній філософії та богослів'ї інших релігій.

## Формулювання проблеми зла
Вперше проблему зла сформулював Епікур, стверджуючи, що всемогутній і абсолютно благий Бог, яким Його уявляють люди, не допустив би існування зла. Проте зло очевидно існує, що викликає низку сумнівів:
|                        | Якщо Бог бажає запобігти злу, але не може цього зробити, тоді Він безсилий Якщо Він міг би це зробити, але не бажає, тоді Він сповнений злоби. Якщо Він має як силу, так і бажання, то звідки береться зло? Якщо ж Він не має ні сили, ні бажання — тоді за що називати Його Богом? |
| — Епікур, Фрагмент 374 | |

У сучасному формулюванні Генрі-Джона МакКлоскі головними характеристиками істоти, що могла б називатися Богом, перераховуються всезнання (Бог знає про все зло і страждання, яке було, є чи буде, і знає як його усунути чи запобігти), всемогутність (Бог здатний усунути зло і страждання чи запобігти йому) і всеблагість (Бог бажає усунути зло і страждання чи запобігти йому). Таким чином, зла і страждання не повинно існувати, проте вони існують, звідки слідує, що:
- Якщо Бог знає про все зло і страждання у світі, знає, як їх усунути або запобігти їм, є при цьому достатньо могутнім, аби це здійснити, і все ж не здійснює, то Він не є абсолютно благим.
- Якщо Бог знає про все зло і страждання, знає, як їх усунути або запобігти їм, бажає це здійснити, і все ж не здійснює, то Він не є всемогутнім.
- Якщо Бог достатньо могутній, аби запобігти всьому злу і стражданню, бажає здійснити це, і все ж не здійснює, то Він не всезнаючий.

Оскільки зло і страждання існують, отже не існує істинного Бога — одночасно всезнаючого, всемогутнього і всеблагого. Таким чином істинний Бог і зло не можуть співіснувати.
Для вирішення проблеми зла в багатьох філософсько-релігійних ученнях припускається, що істинний Бог існує і має певну моральну підставу допускати зло. Проте ця підстава нез'ясована та супроводжується питанням про те, як зло взагалі могло з'явитися. Коли Бог створив усе суще і при цьому всеблагий, то і все Його творіння благе і злу немає звідки виникнути. Якщо ж зло існує, то це вступає в суперечність зі всеблагістю Бога.

## Позиції щодо вирішення проблеми зла

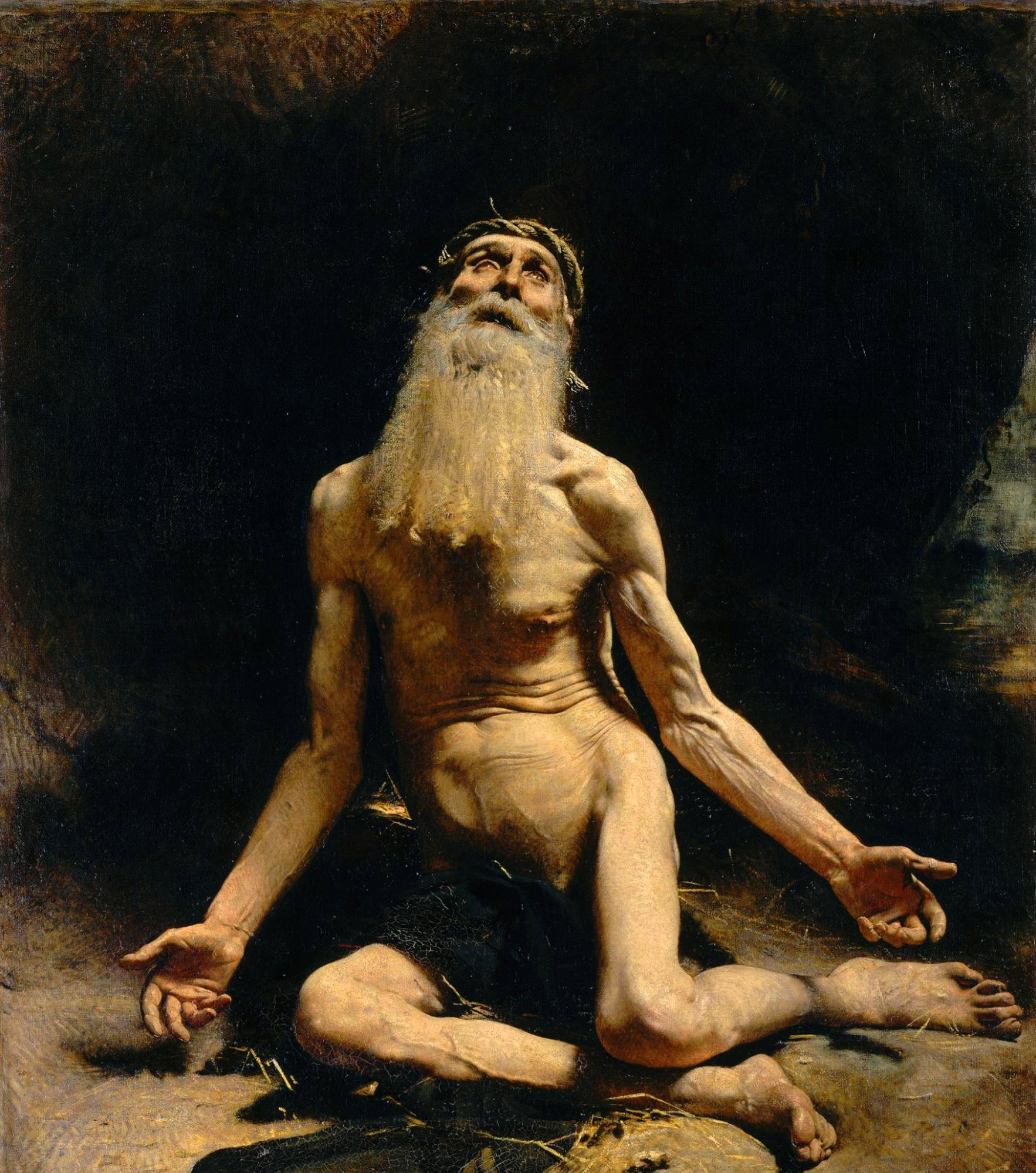
Страждання біблійного Йова слугували утвердженню добра та були винагороджені. Картина Леона Бонна, 1880 р.

Зла об'єктивно не існує. З такої позиції речі чи явища оцінюються як злі чи добрі людиною, для Бога ж вони не відрізняються.
Так, Геракліт стверджував вічну боротьбу протилежностей, яка породжує все суще. Якими б не були речі чи явища, всі вони необхідні для підтримання світової гармонії та виконання закону логосу.
У філософії Бенедикта Спінози добром вважається все корисне для людини, а злом — усе, що перешкоджає володінню добром. У той же час в усьому є прояв божественного начала, тому і добро, і зло варто сприймати як належні.
Відповідно до хасидської позиції Моше Хаїма Луццатто, зло існує лише в помилковій оцінці людиною Божої благодаті. Навіть той, хто вважає, ніби свідомо творить зло, насправді виконує Божу волю.
Зло необхідне для досягнення певного блага. Бог допускає існування зла, щоб тим самим досягти дечого ціннішого, ніж те, що втрачається через зло. Таке виправдання зла має назву теодицея.
Перші приклади такого виправдання зла наявні ще в стародавніх міфологіях. Так, антична міфологія пояснювала зло як результат примх богів або долі, але також місцями зображала богів як носіїв блага і захисників світової справедливості, що карають злочинців заради її підтримання.
Згідно з Платоном, зло і добро однаково необхідні, являючи собою руйнування і створення. Він розрізняв моральне зло, котре творить людина, і неморальне, таке як природні лиха. Неморальне зло є покаранням за моральне, компенсує його, тому справедливе. Стоїки схилялися до думки, що кожний окремий випадок зла необхідний для загального блага, а також зло, котрого зазнає одна людина, може слугувати повчанням для іншої, сприяючи її вдосконаленню, таким чином добро і зло врівноважуються. За вченням Плотіна, зло є наслідком недосконалості матерії, що еманує з Бога. Проте існування рівнів більшої та меншої досконалості необхідне для повноти буття. Індивідуальні душі можуть здійснювати моральне зло та зазнавати неморального як справедливого покарання за це. Подібна думка про зло як наслідок еманації світу з Бога наявна в Кабаллі. Натан із Гази доводив, що творіння відбувається внаслідок взаємодії розумного й нерозумного Божого світла, і в усьому створеному переважає нерозумне. У той же час прихід втіленого месії відкриє шлях розумному світлу в досі недоступні області. У працях Прокла наводиться думка, що існування зла є умовою повноти буття, де існує як вічне й досконале, так і минуще й недосконале, і саме в порівнянні з недосконалим існує досконале. Прагнучи досконалості, людина може зазнавати певних страждань, але вони сприяють її зростанню.
Григорій Великий пояснював, що зло на кшталт природних лих є покаранням від Бога за протиприродні вчинки, тому справедливе й мусить прийматися так само, як і добро. Ісидор Гиспальський розглядав призначення зла в тому, щоб у порівнянні з ним звеличувалося добро.
Фома Аквінський стверджував, що зло є відсутністю належної досконалості і добро пізнається тільки в порівнянні зі злом. Тому, наприклад, нездатність людини літати злом не є, оскільки для людини це й не передбачено, але злом буде сліпота, адже людині належить бачити. Причина існування зла полягає в наперед замисленій мінливості всього Божого творіння, що є благо, проте ця мінливість відкриває можливість (але не необхідність) відхилятися від належного порядку. Фома також зауважував, що зла неможливо бажати свідомо і той, хто вчиняє зло, вважає, ніби робить добро в силу власної недосконалості. У вченні Боеція Бог не створював жодного зла, проте у вторинних щодо Бога речах благість зменшується, що обумовлює їх недосконалість. Будь-яке наслане Ним лихо або укріплює, або виправляє людину. Бог завжди спрямовує людину до збільшення блага, і жодна недосконалість не лишається без відповідної дії, покликаної людину вдосконалити — у поточному житті чи в майбутньому.
Олександр Гельський доводив, що Бог допустив зло для того, щоб створити з нього найвище добро, котрого доти не існувало. Вільям Оккам же стверджував, що добро і зло відносні та залежать лише від оцінки дій як належних чи неналежних самим Богом. Тому той самий вчинок може за різних умов бути і добрим, і злим, а благом є покора людини Богові у здійсненні того, що Він називає належним.
Згідно з Мартіном Лютером, Бог не створював нічого злого для шкоди людині, а зло потрібне для того, щоб показати їй власну безсилість без Бога і посприяти їх єднанню, порушеному актом гріхопадіння перших людей. У Жана Кальвіна зло є випробовуванням для обраних для спасіння та проявом гніву Божого до необраних. Обраність та необраність, як і її вмотивування, невідомі людям. У Якоба Беме зло необхідне для пізнання добра і потреба в ньому виникла через вибір Сатани на користь гріха, щоб відрізняти Божі справи від диявольських. Ніщо у світі не зле цілком і все може вдосконалюватися на шляху до добра.
Лейбніц пояснював, що недосконалість існує для гармонійного влаштування світу — хоча певні речі недосконалі, вони доповнюють одні одних і завдяки цьому досконалий світ загалом. Світ створений Богом так, аби бути якомога сприятливішим для людини. Все зло, будучи недосконалістю, врешті приводить до добра і вдосконалює людину.
Шеллінг писав, що Бог володіє абсолютним самоствореним розумом і волею і саме тому він є Богом. У Його творіннях воля до створення відділена від розуму і слугує для відособлення, інакше вони були б Богом, а не самими собою. Зло — це відокремлення від Бога, а добро — єднання з Ним.
Вільям Алстон, заперечуючи твердження Вільма Роу про існування безглуздого зла, що не має позитивного наслідку, писав — якщо людина не знає призначення чого-небудь, це не свідчить про його безглуздість.
Зло є вибором і результатом свободи. Така позиція є варіантом теодицеї, що зосереджується на свободі як вищій цінності. Зло існує, але створене не Богом, а Його творіннями. Свобода передбачає можливість творити зло, зазнавати страждань і завдавати його іншим. Інакше людина, янголи чи будь-які інші розумні істоти були б лише механізмами.
У Кабаллі наводиться думка, що Адам сам розділив початково змішані добро і зло, поклавши початок самостійному існуванню зла.
Тертулліан стверджував, що зло має своїм джерелом не Бога, а вибір янголів і людини, яких Бог наділив свободою волі. В Еріугени також говориться про особистий вибір як джерело зла, що закономірно тягне за собою страждання. Воля передбачає вибір на користь добра, хоча й не примушує до нього. Згідно з П'єром Абеляром, жоден вчинок не є добрим чи злим сам по собі, злим він стає лише тоді, коли людина свідомо скоює його, противлячись Богу.
Згідно з Алвіном Плантігою, зло — це результат свободи волі та всемогутності Бога. Всемогутність Плантіга трактує як змогу створювати будь-що логічно несуперечливе. Якби Божі творіння, наділені волею, могли діяти тільки праведно, то вони не були б вільними. Бог бажає викорінити зло, здатний це зробити, і все зло Йому відоме, проте для збереження волі своїх творінь Він допускає, щоб ті були здатні творити зло.